# Murphy (Santa Fe)
Murphy è una città dell'Argentina situata nel dipartimento di General Lopez, nella provincia di Santa Fe. Si trova a circa 300 km da Santa Fe, capoluogo della provincia.